# Willow Creek (Montana)
Willow Creek és una concentració de població designada pel cens dels Estats Units a l'estat de Montana. Segons el cens del 2000 tenia 209 habitants.

## Demografia
Segons el cens del 2000, Willow Creek tenia 209 habitants, 81 habitatges, i 52 famílies. La densitat de població era de 74 habitants per km².
Dels 81 habitatges en un 34,6% hi vivien nens de menys de 18 anys, en un 54,3% hi vivien parelles casades, en un 4,9% dones solteres, i en un 34,6% no eren unitats familiars. En el 30,9% dels habitatges hi vivien persones soles el 9,9% de les quals corresponia a persones de 65 anys o més que vivien soles. El nombre mitjà de persones vivint en cada habitatge era de 2,58 i el nombre mitjà de persones que vivien en cada família era de 3,23.
Per edats la població es repartia de la següent manera: un 31,6% tenia menys de 18 anys, un 8,1% entre 18 i 24, un 30,6% entre 25 i 44, un 20,1% de 45 a 60 i un 9,6% 65 anys o més.
L'edat mediana era de 34 anys. Per cada 100 dones de 18 o més anys hi havia 101,4 homes.
La renda mediana per habitatge era de 32.386 $ i la renda mediana per família de 32.083 $. Els homes tenien una renda mediana de 25.000 $ mentre que les dones 17.500 $. La renda per capita de la població era de 13.251 $. Aproximadament el 15,5% de les famílies i el 14% de la població estaven per davall del llindar de pobresa.

## Poblacions més properes
El següent diagrama mostra les poblacions més properes.